# Kaiika maxwelli
Kaiika maxwelli — викопний вид птахів з ряду пінгвіноподібних ( Sphenisciformes ), знайдений в Новій Зеландії. Вік решток плечової кістки оцінюється раннім еоценом. Вони були виявлені в 1998 році палеонтологом Філліпом Максвеллом (Dr. Phillip Maxwell, на честь якого і названо вид) в формації Kauru Formation (Waipawan-Mangaorapan) в південній частині Canterbury Basin, Waihao River, Південний Кентербері; 44,79° S, 171,02° E, NZMS260 J40/532998) і описані в 2011 році Еваном Фордісом (Ewan R. Fordyce) і Даніелем Томасом (Daniel Thomas).
Передбачуваний розмір дорослого птаха був близько 1,3 м, що порівняно з імператорським пінгвіном і свідчить про те, що гігантські пінгвіни жили і за часів глобального потепління. Новий викопний вид Kaiika maxwelli тільки 7-й вимерлий представник пінгвінів з віком більш древнім, ніж середній еоцен. Kaiika maxwelli близький до базального роду пінгівінов Waimanu.